# Valentina Giacinti
Valentina Giacinti (née à Trescore Balneario le 2 janvier 1994) est une footballeuse internationale italienne qui évolue à l'AS Rome.

## Biographie
À l'âge de six ans, ses parents l'inscrivent à l'AC Valcavallina di Entranico à Val Cavallina, car quand ils lui offrent des poupées, Valentina leur enlève la tête et les utilisent pour jouer au foot, comme elle le raconte souvent. Dans ce club, elle commence à jouer avec des garçons, ce qui n'était pas facile pour elle de s'affirmer, car on lui disait que ce n'était pas un sport pour les filles. Elle peut néanmoins compter sur son frère Davide avec qui elle est proche. En dehors du foot, Valentina fait des études de graphisme où elle sort diplômée, ce qui n'a pas été de tout repos entre les entraînements et l'école, distant de 50 kilomètres,,. Quand en 2012, on lui demande quels joueurs l'ont inspiré, elle cite le joueur argentin Diego Milito, et chez les femmes, les joueuses italiennes Patrizia Panico et Daniela Sabatino.

### En club professionnel

#### Débuts avec Atalanta
Formée dans les rangs de Polisportiva Comunale Almennese Atalanta Femminile (it) ( P.C.A. Atalanta Femminile) à Almenno San Salvatore dans la province de Bergame, elle fait ses débuts en Série A le 30 janvier 2010 et totalise 10 apparitions au cours la saison sans marquer de but. L'année suivante, titulaire, elle réussit à marquer 15 buts en 21 matches, réalisant également un coup du chapeau lors des débuts en championnat, le 26 septembre 2010, contre Entella Chiavari. L'année suivante, elle marque 19 buts en 25 matches, réalisant encore un coup du chapeau, le 22 avril 2012 contre la Juventus Torino. En trois ans, elle joue 61 matches au total pour Atalanta, marquant 36 buts.

#### Passage à Naples
Le 17 juillet 2012, son passage à Naples est officialisé. Elle marque son premier but pour l'équipe le 2 septembre 2012, fait ses débuts dans la Coppa Italia au stade Gino Salveti de Cassino contre Caira.

#### Prêt à Seattle
À la fin de la saison, elle est prêtée à Seattle, aux États-Unis, où elle choisit le numéro 45. Elle fait ses débuts en WPSL le 9 juin 2013 contre Spokane. Elle marque son premier but avec Seattle le 14 juin contre l’Emerald et son premier doublé le 23 juin contre les Bend Timbers. La saison américaine se termine en remportant le championnat de l'État de Washington et la coupe nationale (Evergreen Cup).

#### Retour à Mozzanica
Le 17 juillet 2013, son transfert à la Mozzanica est officialisé. Elle fait ses débuts le 5 octobre contre Res Roma. Elle marque son premier but le 26 octobre contre Scalese. Lors de sa première saison, elle contribue à l'obtention de la septième place en Série A et à l'accession aux huitièmes de finale de la Coupe d'Italie .
Au cours des saisons suivantes, elle partage les meilleures positions du championnat italien avec ses coéquipières et un bon résultat en Coupe. Une troisième place de la Série A 2014-2015, deux quatrièmes places (2015-2016 et 2016-2017) et pour trois saisons consécutives, de 2013-2014 à 2015-2016, demi-finaliste de la Coupe d'Italie. À ces performances s’ajoute également le titre de meilleure buteuse de la Série A lors de la saison 2015-2016, avec 32 buts inscrits lors des 22 matches.

#### Brescia puis Milan
À l'été 2017, son transfert au club de Brescia Calcio est officiellement annoncé, ce qui lui donne l'occasion de faire ses débuts en UEFA Champions League. Lors de l'acquisition par la société milanaise le 11 juin 2018, Giacinti rejoint le club de Milan.
En janvier 2022, elle rejoint la Fiorentina.

### En équipe nationale

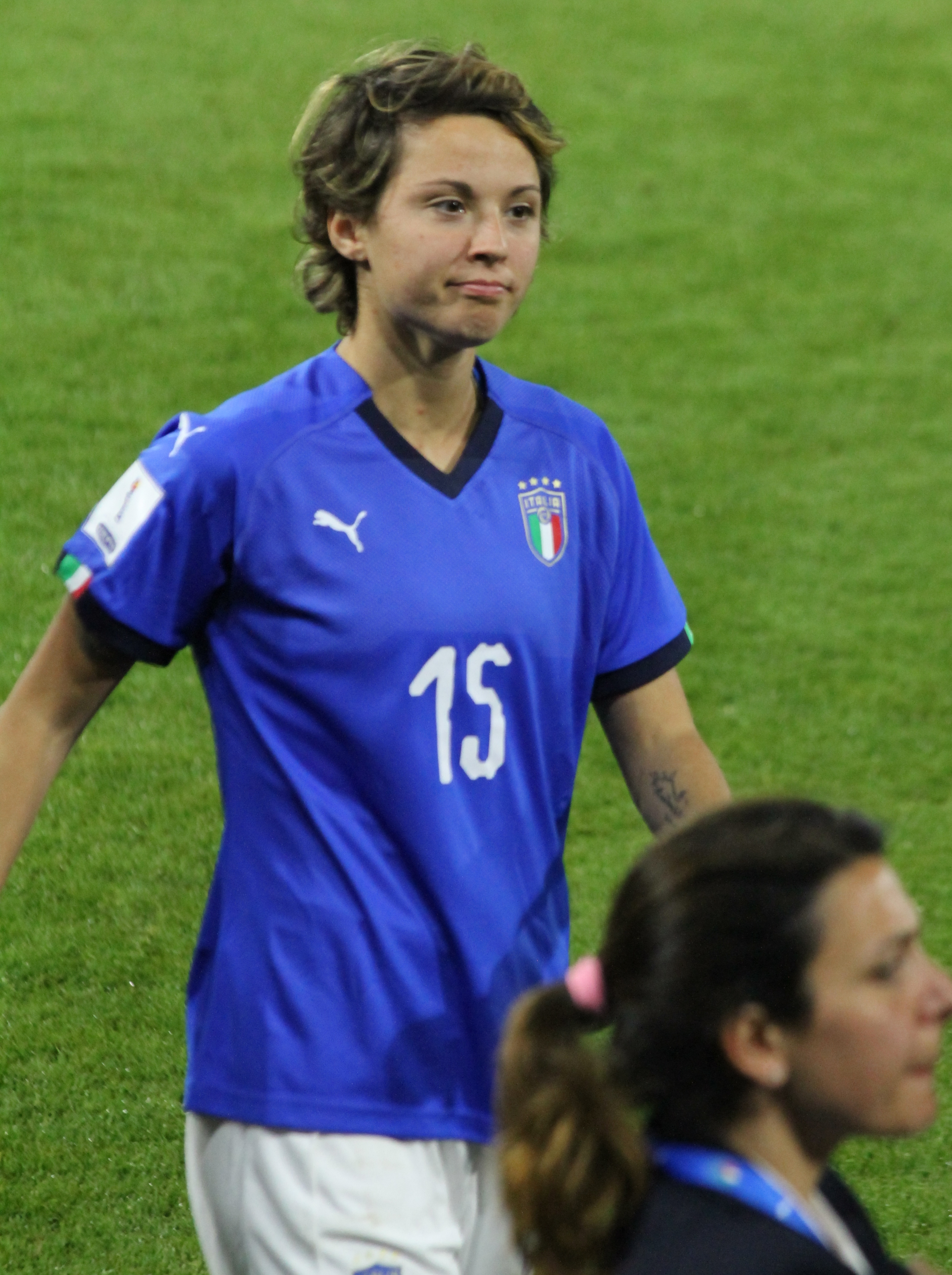
Valentina Giacinti en équipe nationale en 2018

Entré dans la ligue nationale des jeunes, après une série de convocations, elle fait ses débuts avec le maillot de l'équipe italienne des moins de 17 ans le 20 septembre 2010, à l'occasion des qualifications pour l'édition 2011 du championnat de catégorie européenne,. Recueillir un total de 6 apparitions et 6 buts au total dans le tournoi. Le 10 septembre 2012, elle est convoquée avec l'Italie des moins de 19 ans, avec laquelle elle commence le 20 octobre 2012, marquant immédiatement deux buts lors des trois premiers tours de qualification du Championnat d'Europe des moins de 19 ans de 2013. Le 6 avril 2013, elle marque son troisième but avec le maillot des moins de 19 ans, obtenant également sa première expulsion à la 86 min de jeu.
En 2015, l'entraîneur Antonio Cabrini lui a demandé de porter le maillot de l'équipe nationale senior, la plaçant dans la formation qualifiée pour le championnat d'Europe 2017. Ses débuts dans une compétition de l'UEFA ont eu lieu le 18 septembre 2015 au stade Alberto Picco de La Spezia, lorsqu'elle remporte la victoire 6-1 sur la Géorgie. Convoquée pour la Coupe de Chypre 2019, elle marque deux fois lors des deux premiers matches de groupe contre le Mexique et la Hongrie,.
Le 1er décembre 2023, lors de la ligue des nations, elle marque un but contre l'équipe d'Espagne, qui quelques mois plus tôt avait gagné la coupe du monde 2023, où Valentina Giacinti avait été sélectionnée mais n'avait pas marqué de but. Avec ce but contre l'Espagne, elle totalise 25 buts dans la catégorie des séniors. Elle avait déjà marqué contre l'équipe de Suède le 31 octobre lors de ce tournoi.